# احسان الشریف
احسان الشّریف (۱۸۸۹ – ۱۹۶۳) سیاستمدار و وکیل سوری بود.او یکی از بنیانگذاران حزب خلق با عبدالرحمن الشهبندر در سال ۱۹۲۵ و بلوک ملی با هاشم الاتاسی در سال ۱۹۲۷ بود. وی در سال ۱۹۲۸ به عنوان قانونگذار در مجلس مؤسسان انتخاب شد و به فرمانداری حلب در سال ۱۹۴۴ منصوب شد. او در آغاز دوران استقلال به عنوان وزیر مختار در ترکیه مشغول به کار بود.

## زندگی و پیشه
احسان الشریف در سال ۱۸۸۹ در دمشق، مرکز ولایت سوریه، امپراتوری عثمانی، به دنیا آمد. در مکتب عنبر درس خواند، جایی که او یک شورش دانش آموزی را علیه مدیر عثمانی مکتب رهبری کرد، زیرا مدیر سعی داشت دانش آموزان عرب را مجبور به صحبت کردن به زبان ترکی عثمانی کند. آنها به اتاق مدیریت حمله کردند و مدیر را بازداشت کردند. او قبل از اتمام تحصیلات متوسطه با اخراج از مدرسه و خدمت پیش از موعد به خدمت اجباری در ارتش عثمانی مجازات شد.او کار خود را به عنوان افسر در ارتش عثمانی آغاز کرد و بین دمشق، استانبول، قونیه و صوفیه جابجا می‌شد. الشریف با مردم ارمنی همدردی کرد و با توجه به کشتارهایی که در دوران حمیدی در دههٔ ۱۸۹۰ در معرض آن قرار گرفتند، از آنان دفاع کرد. او از طریق یکی از بستگانش در ارتش، افسر یوسف العظمه، به فرانسه گریخت. تا پایان جنگ جهانی اول در پاریس اقامت داشت و در دانشگاه سوربن به تحصیل در رشته حقوق پرداخت و مدرک خود را گرفت.
پس از بازگشت به سوریه، در سال ۱۹۱۹ دفتر وکالتی را همراه فوزی الغازی در دمشق افتتاح کرد و علاوه بر کار حقوقی، به عنوان مدرس در مؤسسه حقوق دانشگاه سوریه منصوب شد. او به همراه عبدالرحمن شهبندر در تأسیس حزب خلق در سال ۱۹۲۵ مشارکت داشت. این حزب مخالف قیمومت فرانسه بود که در سال ۱۹۲۰ بر سوریه تحمیل شد. اعضای آن تحت تعقیب قرار گرفتند. الشریف در انقلاب بزرگ سوری در سال ۱۹۲۵ شرکت کرد. به همین سبب، مقامات قیمومیت الشریف را به دلیل جایگاهی که در حمایت از آن انقلاب داشت، دستگیر کردند و تا سال ۱۹۲۷ در قلعهٔ ارواد محبوس بود تا اینکه دستور تبعید او به بیروت صادر شد. او در تأسیس بلوک ملی در سال ۱۹۲۷ میلادی شرکت کرد. این بلوک با هدف آزادسازی کشور و مبارزه با قیمومیت فرانسه از طریق ابزارهای سیاسی و نه نظامی، اولین نبردهای سیاسی خود را در انتخابات کنفرانس تأسیسی در سال ۱۹۲۸ انجام داد، که برای وضع اولین قانون اساسی جمهوری در سوریه تشکیل شد.
به عنوان نمایندهٔ دمشق در مجلس مؤسسان ۱۹۲۸ در فهرست ملی انتخاب شد و در سال‌های ۱۹۳۲ و ۱۹۳۶ به عنوان نمایندهٔ دمشق در مجلس مجدداً انتخاب شد.از سال ۱۹۲۶ تا ۱۹۲۸ به وکالت مشغول شد. او در ۹ ژانویه ۱۹۴۴ به عنوان نماینده دولت سوریه در شورای عالی منافع مشترک منصوب شد. سپس در سال ۱۹۳۶ به وکالت بازگشت. وی در فاصله سال‌های ۱۹۴۴ تا ۱۹۴۶ میلادی به فرمانداری حلب منصوب شد. سپس وزیر مختار سوریه در ترکیه منصوب شد و اندکی پس از کودتای حسنی الزعیم در سال ۱۹۴۹ از سمت خود برکنار شد. او در سال ۱۹۴۹ به دلیل امتناع از حمایت از اولین کودتا به رهبری حسنی الزعیم علیه رئیس‌جمهور شکری القوتلی برکنار شد؛ وی از مشروعیت حکومت القوتلی دفاع کرد و گفت که مخالف دخالت نظامی در زندگی سیاسی است. در محاکمات بغداد که پس از انقلاب عراق در سال ۱۹۵۸ صورت گرفت، نام وی در میان اسامی سیاستمداران سوری ذکر شد که مخفیانه در کودتا علیه حسنی الزعیم شرکت کردند.
احسان الشریف در ماه مهٔ ۱۹۵۰ حزب جمهوری دموکراتیک را تأسیس کرد. این حزب پس از موفقیت کودتای چهارم در سال ۱۹۵۱ به دستور سرلشکر فوزی سلو منحل شد.
احساس الشریف پس از بازنشستگی از سیاست، در سال ۱۹۶۳ در دمشق درگذشت.